# Gymnasium
Et gymnasium eller gymnasie er i moderne tid en læreanstalt i flere europæiske lande, hvor eleverne kan tage en uddannelse, der giver adgang til videregående uddannelser. I Danmark har gymnasiet eksisteret siden 1903 som en treårig institution placeret uddannelsesmæssigt mellem grundskole/mellemskole og de videregående uddannelsesinstitutioner. Det danske gymnasium har traditionelt været hjemstedet for elever, der tager almen studentereksamen (stx), men kan også rumme uddannelserne hf, htx og hhx. De to sidstnævnte uddannelsessteder kaldes sommetider tekniske gymnasier henholdsvis handelsgymnasier.
I udlandet findes betegnelsen gymnasier i blandt andet Sverige (gymnasieskola), Finland, Tyskland, Østrig og Schweiz. I nogle lande, bl.a. Tyskland, begynder gymnasiet typisk allerede på 5. klassetrin (ca. 10-11 års-alderen) og omfatter dermed 8-9 skoleår indtil afgangsprøven (Abitur; Matur[a]).

## Historie

### Oldtidens Grækenland
I det gamle Grækenland var gymnasion det sted, hvor den mandlige ungdom modtog legemlig og i anden række åndelig uddannelse. De unge mænd trænede nøgne, hvad der forklarer oprindelsen til gymnasium, nemlig af gymnázesthai (= "at træne nøgen"). Platons akademi i Athen var et græsk gymnasium.

### Nyere tids europæiske gymnasier
I middelalderen opstod de første universiteter i Italien. En tid blev de kaldt gymnasium eller academia, men snart slog betegnelsen universitet igennem som den almindelige. Under Reformationen blev der i Tyskland oprettet nye højere læreanstalter, der blev kaldt gymnasier. Disse udviklede sig til gymnasia academica, som fungerede omtrent som universiteter, og nogle af dem blev senere fulde universiteter. Betegnelsen gymnasium blev dog efterhånden også brugt i den moderne betydning om højere skoler for børn og teenagere, der fik ret til at dimittere elever til universiteter. Betegnelsen blev brugt i det tysksprogede Europa og derudover i Rusland samt i Danmark, Sverige og Norge. Sverige fik sit første gymnasium i Västerås i 1620. I Danmark blev de første skoler ved navn gymnasium grundlagt i det dengang danske Skåne, nemlig i 1529 i Malmø (nedlagt 1537) og i 1620 i Lund (nedlagt 1668). I Odense blev der oprettet et gymnasium i 1621, som blev lagt sammen med Odense Katedralskole i 1802. Ellers var den gængse betegnelse for sådanne skoler i Danmark latinskoler, som efter reformationen blev oprettet i de fleste købstæder.
I Norge blev betegnelsen "gymnasium" eller "gymnas" brugt fra 1869 til 1974, men eksisterer nu ikke mere som gængs betegnelse, idet den er afløst af "videregående skole".

### Gymnasier indføres i Danmark
I Danmark blev latinskolerne (også kaldt: lærde skoler) i 1903 opdelt i en fireårig mellemskole og et efterfølgende treårigt gymnasium, der var beregnet for unge, der senere skulle studere ved universitetet og lignende højere læreanstalter. Betegnelsen "gymnasium" som en generel skoleform i det danske skolesystem stammer altså fra 1903.
De af skolerne, der var blevet statsejede, kaldte man statsskoler. Nogle skiftede navn, da ejerskabet overgik til amterne 1. januar 1986 (fx Frederiksborg Statsskole til Frederiksborg Gymnasium og HF), mens andre beholdt det gamle navn (fx Horsens Statsskole). Da amterne blev nedlagt i 2007, overgik de amtsejede gymnasier til at være selvejende institutioner.

## Antal gymnasier i 2025
I februar 2025 var der 158 institutioner, der var medlem af Danske Gymnasier (heraf to i Sydslesvig: Duborg-Skolen og A.P. Møllerskolen. Desuden var der tre på Færøerne og fire i Grønland. Derudover var der 65 steder i landet, hvor man kunne gå på handelsgymnasiet (hhx) og 57 steder, der fungerede som teknisk gymnasium (htx).